# Benoît Gillet
Benoît Gaston Gillet (Auxerre, 19 agosto 1986) è un cestista francese.

## Palmarès
- Pro B: 1

Saint-Quentin: 2022-2023